# Pyrinia coearia
Pyrinia coearia là một loài bướm đêm trong họ Geometridae.